# Йоганн Фрідріх Бемер
Йоганн Фрідріх Бемер (нім. Johann Friedrich Böhmer ; нар. 22 квітня 1792 — пом. 22 жовтня 1863) — німецький архіваріус, бібліотекар та історик; член Прусської академії наук.

## Біографія
Йоганн Фрідріх Бемер народився 22 квітня 1795 року в місті Франкфурті на Майні, майже все дитинство і юність провів у затворництві і страждаючи від сором'язливості та боязкості. Вивчав право в університетах Гейдельберга та Геттінгена.
Жив деякий час у Римі. В 1822 отримав місце при міській бібліотеці в рідному місті і в 1833 став там же старшим бібліотекарем .
Головні його твори, для складання яких він невтомно працював у бібліотеках та архівах Німеччини, Франції, Голландії та Італії, стосуються переважно джерел середньовічної історії вітчизни .
Він, зокрема, видав пам'ятки римських королів та імператорів від Конрада I до Генріха VII (911—1313); писемні пам'ятки всіх каролінгів тощо.
Під назвою «Fontes rerum germanicarum» (т. 1-4, Штутгарт, 1843-68) ним видано також багато історичних хроніки XII і XIII століть, серед яких, «Kadmuth Hajehudim» (полеміка Флавія проти Апіона в перекладі Шулама, з примітками Л. Л. Зільбермана та І. Бемера, 1858) .
З 1845 він був членом Прусської академії наук .
Йоган Фрідріх Бемер помер 22 жовтня 1863 у Франкфурті на Майні .